# فرد أوغيلفي
فرد أوغيلفي (بالإنجليزية: Fred Ogilvie)‏ هو سياسي أمريكي، ولد في 3 مارس 1887 في تشارلزتون في الولايات المتحدة، وتوفي في 14 أكتوبر 1946 في كاب جيراردو في الولايات المتحدة. حزبياً، نشط في الحزب الديمقراطي. وقد انتخب عضو مجلس نواب ولاية ميسوري.